# Бой с тенью 2: Реванш
«Бой с тенью 2: Реванш» — российский художественный фильм, вышедший в прокат 18 октября 2007 года, продолжение фильма «Бой с тенью» (2005).

## Сюжет
Прошло пять лет, четыре из которых Артём провёл в заключении. Американский боксёрский менеджер Майкл в очередной раз делает Артёму предложение устроить бой-реванш с Ларри Палмером, который является теперь абсолютным чемпионом мира и обладателем трёх поясов. Неожиданно Артём соглашается. Он переезжает в США и приступает к тренировкам, а вскоре к нему приезжает и Вика.
Артём проводит несколько успешных боёв и с триумфом движется к бою за звание абсолютного чемпиона. Дата боя уже назначена, но в это время происходит чрезвычайное происшествие. Цезарь, один из боксёров из зала, где тренируется Артём, с самого начала невзлюбивший его, провоцирует Артёма на драку, в результате которой Артём отправляет его в глубокий нокаут. Не выходя из комы, Цезарь умирает. Оказывается, что его отец — Феликс Мендес, влиятельный мафиози и глава наркокартеля. Он клянётся убить Артёма, отомстив за смерть сына. После нападения ночью на их квартиру, Артём отправляет Вику в Москву, однако в аэропорту её захватывают в заложники люди Мендеса. У Артёма есть три дня, чтобы вызволить Вику из плена и самому прийти к Мендесу на смерть.
Адвокат Джулия, работающая с Майклом, добывает досье на Мендеса, из которого Артём узнаёт, что Мендес был в своё время коллегой Вагита Валиева, однако затем поссорился с ним. Валиев находится в заключении под Владимиром, и Артём приезжает в Москву и просит полковника Нечаева инсценировать побег Валиева, чтобы тот, в свою очередь помог полковнику выйти на Мендеса. Во время побега Валиева его люди устраивают перестрелку с людьми полковника, в результате чего Артём и раненый Валиев скрываются одни и под чужими именами приезжают в США.
Валиев, пообещав Артёму нейтрализовать Мендеса, на самом деле сдаёт его Мендесу, и Артёма привозят в ту же камеру, где держат Вику. Однако Валиеву приходит на телефон фотография, на которой видно, что его сына Фёдора (проживающего в США) тоже взяли в заложники, и в итоге в обмен на Фёдора Артёма и Вику отпускают. Артём успевает на взвешивание, но он сильно избит и врачи не рекомендуют ему участвовать в бою.
Тем не менее, на следующий день Артём выступает против Ларри Палмера и в изнурительном бою одерживает победу, становясь чемпионом. Он понимает, что теперь Мендесу ничто не мешает убить его, и возвращается домой, ожидая смерти. Однако когда Мендес приходит со своими людьми, его самого убивает его помощник Мануэль. Становится ясно, что он сделал это по приказу Валиева. Мануэль становится главой картеля. Артём возвращается в Москву и снова встречается с Викой, делая ей предложение.

## В ролях
| Актёр              | Роль                               |
| ------------------ | ---------------------------------- |
| Денис Никифоров    | Артём Колчин                       |
| Андрей Панин       | Вагит Валиев                       |
| Елена Панова       | Виктория Ермакова                  |
| Михаил Горевой     | Майкл (промоутер Артёма в Америке) |
| Энтони Рэй Паркер  | Бадди МакДир                       |
| Олег Васильков     | Батов                              |
| Павел Деревянко    | Тимоха                             |
| Екатерина Маликова | Джулия (адвокат)                   |
| Олег Чудницов      | наркодилер Мустафа                 |
| Альваро Орландо    | Цезарь                             |
| Дмитрий Шевченко   | Нечаев                             |
| Алексей Франдетти  | флейтист                           |
| Виктор Лопес       | Феликс Мендез                      |

## Съёмочная группа
- Сценаристы: Алексей Сидоров и Александр Дорбинян
- Оператор: Тимофей Лебешев
- Режиссёр: Антон Мегердичев
- Художник-постановщик: Эрин Смит и Владислав Травинский
- Композитор: Алексей Шелыгин
- Художник по костюмам: Мишель Пош
- Художник по декорациям: Уильям Дебиэзайо
- Звукорежиссёр: Александр Абрамов

## Музыка
Большинство треков для саундтрека написал Алексей Шелыгин.
Музыка для главных экшн-сцен фильма была создана проектом Newtone. В оригинальный саундтрек фильма, изданный компанией М2, вошли 4 композиции группы: Run!!!!, Contabele, Marrakesh Slam и Roadway, позже вышедшие и на дебютном альбоме Newtone «No Copyrights». Также в фильме звучит музыка CENTR, «Банд`Эрос», Ивана Смирнова, Brooks Bufford, Underbiz, «Слот».

## Награды и номинации
| Награды и номинации     | Награды и номинации         | Награды и номинации                                                                       | Награды и номинации | Награды и номинации |
| Награда                 | Категория                   | Номинант                                                                                  | Результат           |                     |
| ----------------------- | --------------------------- | ----------------------------------------------------------------------------------------- | ------------------- | ------------------- |
| MTV Russia Movie Awards | «Лучший кинозлодей»         | Андрей Панин                                                                              | Победа              |                     |
| MTV Russia Movie Awards | «Лучший поцелуй»            | Денис Никифоров и Елена Панова                                                            | Победа              |                     |
| MTV Russia Movie Awards | «Лучший фильм»              |                                                                                           | Номинация           |                     |
| MTV Russia Movie Awards | «Лучшая драка или сражение» | Артем против Валиева: яростная схватка с применением фурнитуры и колюще-режущих предметов | Номинация           |                     |
| «Золотой орёл»          | «Лучший монтаж фильма»      | Ольга Прошкина и Антон Мегердичев                                                         | Номинация           |                     |